# Spotkanie na Mimban
Spotkanie na Mimban (tyt. oryg. Splinter on the Mind’s Eye) – powieść science fiction z uniwersum Gwiezdnych wojen napisana przez Alana Deana Fostera w 1978 roku (a więc jeszcze przed premierą filmu Imperium kontratakuje). Książka zainicjowała powstanie Expanded Universe, zbioru licencjonowanych produkcji rozwijających historie znane z filmowej sagi.

## Fabuła
Tajną misję księżniczki Lei i Luke’a przerywa niespodziewanie wielka burza magnetyczna i awaria ich myśliwca. Rozbiwszy się na niezbadanej planecie Mimban, zdani są tylko na własne siły. Jedyną osobą, która potrafi umożliwić im wydostanie się z Mimban, jest Halla, obdarzona pewną formą Mocy. W zamian żąda jednak pomocy w zdobyciu kryształu Kaibura posiadającego właściwości zwiększania Mocy. Tymczasem tajemnica kryształu dociera również do Dartha Vadera. Rozpoczyna się dramatyczny wyścig, którego stawką są losy galaktyki. 